# Nucta

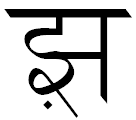
Configuração do caractere devanágari झ़ [ʒ] é realizada mediante a adição de um sinal diacrítico inferior (nucta) ao consonante झ [dʒʱ

Nucta (em hindi-urdu नुक़्ता, نقطہ, do árabe نقطة nuqtā "ponto" ou "período") é uma marca diacrítica que foi introduzida no devanágari e alguns outros alfabetos brâmanes para representar sons que não estavam presentes nos alfabetos originais. Assume a forma de um ponto colocado abaixo de uma sinal (़). Além disso, em outro sentido, deriva do alfabeto árabe, no qual "há letras em urdu que compartilham a mesma forma básica, mas diferem no posicionamento de nuctas". No urdu, ع aim, com o nucta, torna-se غ gaim.